# ریو یاماموتو
ریو یاماموتو (انگلیسی: Ryo Yamamoto؛ زادهٔ ۱۸ مهٔ ۱۹۸۴) ورزشکار دو و میدانی اهل ژاپن است.